# Peritassa flaviflora
Peritassa flaviflora är en benvedsväxtart som beskrevs av Albert Charles Smith. Peritassa flaviflora ingår i släktet Peritassa och familjen Celastraceae. Inga underarter finns listade.